# Municipi d'Ishøj
El municipi de Ishøj  és un municipi danès situat al nord-est de l'illa de Sjælland, al nord de la badia de Køge, a la perifèria de Copenhaguen, abastant una superfície de 26 km². Amb la Reforma Municipal Danesa del 2007 va passar a formar part de la Regió de Hovedstaden, però no va ser afectat territorialment.

## Consell municipal
Resultats de les eleccions del 18 de novembre del 2009:
| Partit                      | vots | % vots |
| --------------------------- | ---- | ------ |
| Socialdemokratiet           | 4878 | 53,2   |
| Det Konservative Folkeparti | 491  | 5,3    |
| Socialistisk Folkeparti     | 1540 | 16,8   |
| Ishøj Borgerliste           | 114  | 1,2    |
| Dansk Folkeparti            | 1173 | 12,8   |
| Venstre                     | 955  | 10,4   |
| Mike Hansen                 | 10   | 0.1    |

### Alcaldes
| Alcalde       | Període               | Partit            |
| ------------- | --------------------- | ----------------- |
| Ole Bjørstorp | 1-1-2007 a 31-12-2009 | Socialdemokratiet |
|               | 1-1-2010 a 31-12-2013 |                   |